# Dschang
Dschang ist eine Stadt in Kamerun. Sie ist Verwaltungssitz des Departements Menoua in der Region Ouest.

## Lage und Bevölkerung
Dschang liegt im Hochland Westkameruns, im französischsprachigen Teil des Landes, auf einer Höhe von 1380 m. Die Stadt gehört politisch zur Region Ouest und hat 63.838 Einwohner (2005). Die Bevölkerung setzt sich überwiegend aus Bamileke zusammen.
Die Bevölkerungsentwicklung der Stadt:
| Jahr          | Einwohner |
| ------------- | --------- |
| 1976 (Zensus) | 17.914    |
| 1987 (Zensus) | 35.717    |
| 2005 (Zensus) | 63.838    |

## Wirtschaft und Infrastruktur

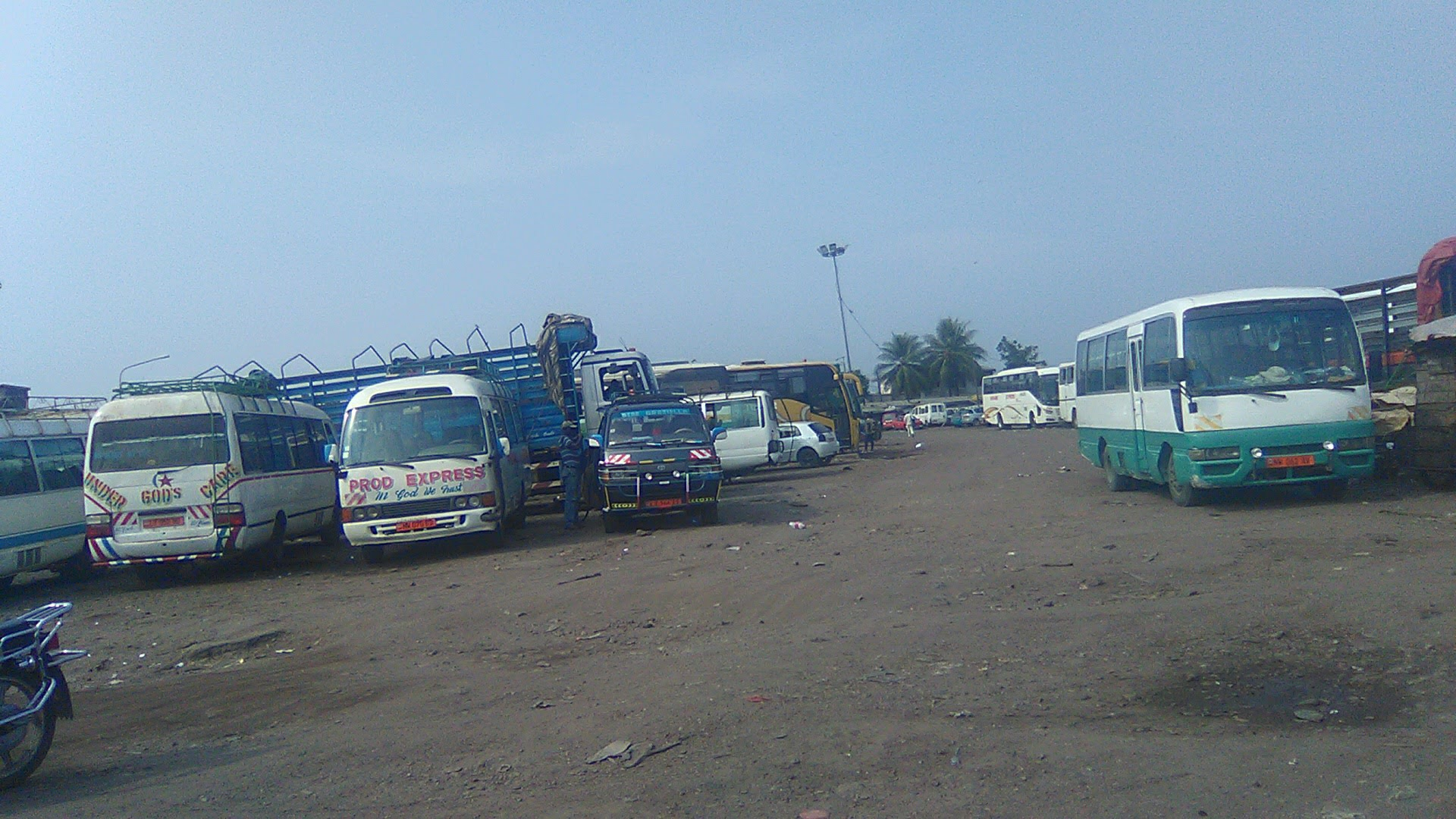
Busse in Dschang

Seit der Kolonialzeit ist Dschang ein bedeutendes landwirtschaftliches Zentrum. Eine Rolle spielt heute vor allem die Schweinezucht. In der Stadt selbst gibt es eine Poststelle, Banken und Tankstellen.
Die Verkehrsanbindung erfolgt über ganzjährig befahrbare Pisten, teilweise über Asphaltstraßen. Sammeltaxi- bzw. Busverbindungen bestehen nach Bafoussam und Yaoundé.

## Geschichte

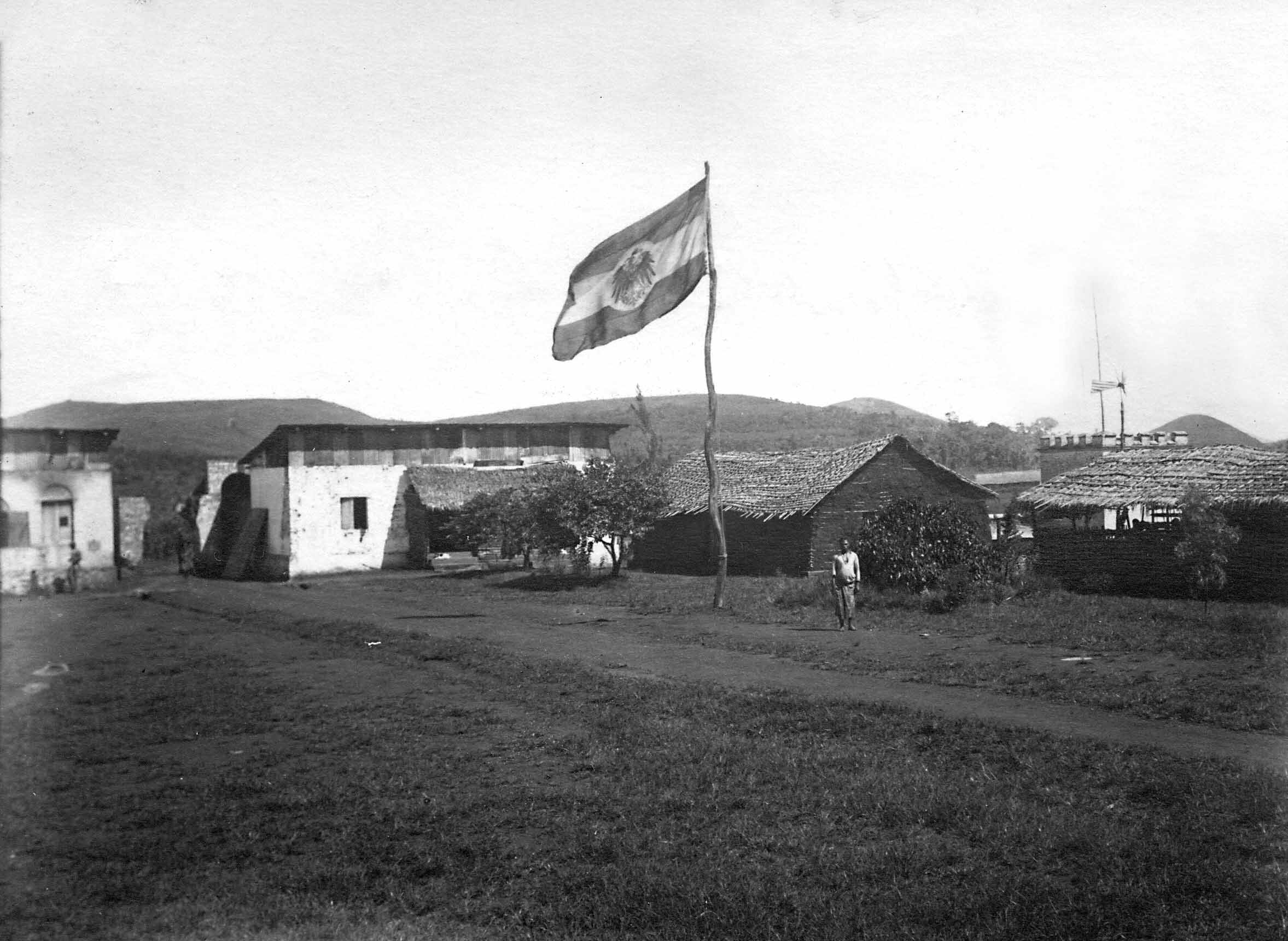
Militärstation Dschang, ca. 1915

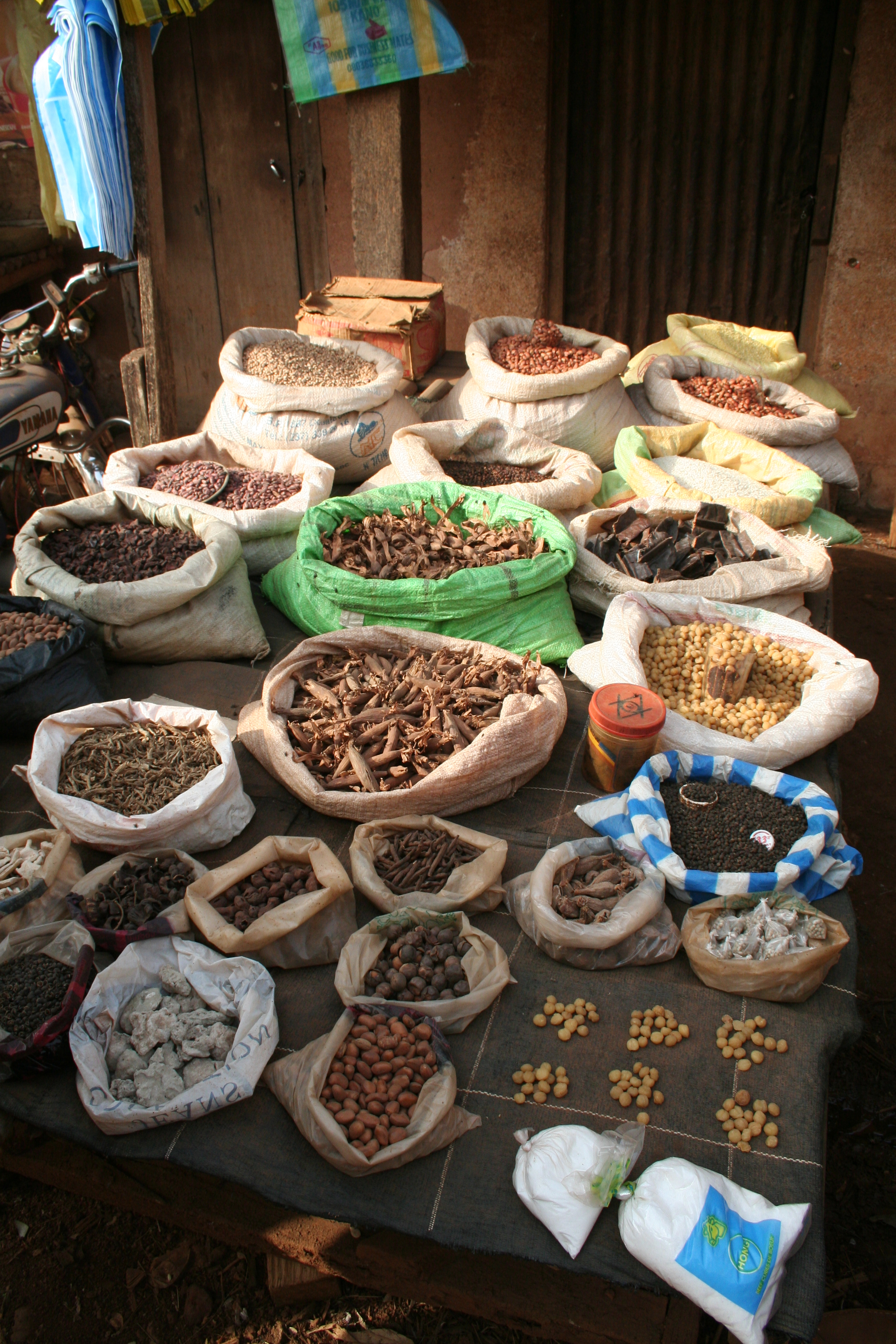
Auf dem Markt in Dschang

Dschang entstand als regionales Zentrum in deutscher Kolonialzeit durch die Anlage einer Militärstation innerhalb der Foréké-Chefferie, die im Mai 1907 die frühere Station Fontemdorf als Bezirkssitz ablöste. Verlegung und Aufbau der Station erfolgten durch den Offizier Emil Rausch, der der Bezirksleitung bis 1914 vorstand.
Bis 1912 stand Dschang als Sitz der 8. Kompanie der Kaiserlichen Schutztruppe unter Militärverwaltung und wurde dann in Zivilverwaltung überführt und 1913 zum Bezirksamt erhoben. Schon in deutscher Zeit wurde die erste landwirtschaftliche Versuchsstation und eine landwirtschaftliche Schule für die indigene Bevölkerung eingerichtet.

## Religion
Die Bevölkerungsmehrheit in Dschang gehört der katholischen Kirche an. In größerem Umfang sind auch evangelische Konfessionen und der Islam vertreten.

## Bildung
Dschang ist seit 1993 Sitz einer Universität mit Fakultäten u. a. für Rechts- und Staatswissenschaften und Landwirtschaft.

## Persönlichkeiten
- André Wouking (1930–2002), römisch-katholischer Geistlicher und Erzbischof von Yaoundé